# Osakis
Osakis ist eine Kleinstadt in Minnesota, Vereinigte Staaten, die hauptsächlich im Douglas County liegt; ein kleiner Teil des Ortes reicht aber in das Todd County hinein. Das U.S. Census Bureau hat bei der Volkszählung 2020 eine Einwohnerzahl von 1.771 ermittelt. Osakis ist der Geburtsort des Autors Leif Enger, von dem der Roman Peace Like a River stammt.

## Geografie
Osakis liegt am südwestlichen Ufer des Lake Osakis an der Minnesota State Route 27, in der Nähe zum Exit 114 des Interstate 94. Durch die Stadt führt auch eine Bahnstrecke der BNSF Railway.
Nach den Angaben des United States Census Bureaus hat der Ort eine Fläche von 5,5 km², wovon 5,2 km² auf Land und 0,3 km² (é 5,63 %) auf Gewässer entfallen.

## Demografische Daten
Nach der Volkszählung im Jahr 2010 lebten in Osakis 1740 Menschen in 743 Haushalten. Die Bevölkerungsdichte betrug 334,6 Einwohner pro Quadratkilometer. In den 743 Haushalten lebten statistisch je 2,25 Personen.
Ethnisch betrachtet setzte sich die Bevölkerung zusammen aus 98,3 Prozent Weißen, 0,3 Prozent Afroamerikanern, 0,2 Prozent amerikanischen Ureinwohnern, 0,3 Prozent Asiaten sowie 0,1 Prozent aus anderen ethnischen Gruppen; 0,7 Prozent stammten von zwei oder mehr Ethnien ab. Unabhängig von der ethnischen Zugehörigkeit waren 0,7 Prozent der Bevölkerung spanischer oder lateinamerikanischer Abstammung.
24,5 Prozent der Bevölkerung waren unter 18 Jahre alt, 49,9 Prozent waren zwischen 18 und 64 und 25,6 Prozent waren 65 Jahre oder älter. 52,7 Prozent der Bevölkerung war weiblich.

Das mittlere jährliche Einkommen eines Haushalts lag bei 39.719 USD. Das Pro-Kopf-Einkommen betrug 21.133 USD. 11,1 Prozent der Einwohner lebten unterhalb der Armutsgrenze.